# Comines
Comines (in piccardo Cômânes, in olandese Komen o Frans-Komen) è un comune francese di 12 592 abitanti situato nel dipartimento del Nord nella regione dell'Alta Francia sul fiume Lys che divide il paese dal comune belga di Comines-Warneton, che è un'enclave della Vallonia francofona. È l'antico capoluogo del Ferrain.

## Società

### Evoluzione demografica
Abitanti censiti